# زيف كالونتاروف
زيف كالونتاروف (بالعبرية: זיו קלונטרוב‏) (مواليد 15 يناير 1997) هو سبّاح إسرائيلي، مثّل بلاده في الألعاب الأولمبية الصيفية 2016.

## روابط خارجية
زيف كالونتاروف على موقع الاتحاد الدولي للسباحة (الإنجليزية)
- زيف كالونتاروف على موقع SwimRankings.net (الإنجليزية)
- زيف كالونتاروف على موقع اللجنة الأولمبية الدولية (الإنجليزية)
- زيف كالونتاروف على موقع أوليمبيديا (الإنجليزية)